# 晴斑鰻鯛
晴斑鰻鯛，為輻鰭魚綱鱸形目鱸亞目擬雀鯛科的其中一種，分布於西太平洋菲律賓蘇祿海海域，背鰭硬棘1枚、背鰭軟條58-62枚;臀鰭硬棘0枚;臀鰭軟條49-51枚，體長可達16公分，為熱帶海水魚，棲息在珊瑚礁區，生活習性不明。

## 擴展閱讀
維基物種上的相關：晴斑鰻鯛